# فولوديمير ليتفين
فولوديمير ليتفين Mykhailovych (بالأوكرانية: Володимир Михайлович Литвин)، (ولد في 28 أبريل 1956)، هو سياسي أوكراني، والرئيس الحالي للبرلمان الأوكراني. وكان ليتفين قد عمل سابقا في هذا المنصب من 2002 حتى 2006، أُعيد انتخابه في ديسمبر 2008 بعد أن وافق حزبه على الانضمام للتحالف السابق يوليا تيموشينكو في توسيع القدرة. [6] من 1994-1999، ومساعد للرئيس ليونيد كوتشما وفي وقت لاحق، ورئيس مكتبه.

## سيرة في وقت مبكر والحياة الخاصة
ولد في قرية ليتفين سلوبودا - Romanivska في Raion نوفوهراد - Volynskyi من أوبلاست زيتومير. يتفين تخرج من جامعة كييف (كلية التاريخ) في عام 1978. في عام 1984 ودافع عن أطروحة له «جهود الحزب الشيوعي لأوكرانيا في تحسين إعداد المعلمين في التخصصات الاجتماعية».
وهو متزوج من Kostyantynivna تيتيانا (مواليد 1960)، وهو خبير اقتصادي. أولينا ابنتهما (مواليد 1982) وهو طالب، حتى لا إيفان ابنهما (مواليد 1989)
بدأ السيد ليتفين مسيرته في عالم المحلل السياسي داخل اللجنة المركزية للحزب الشيوعي الأوكراني الاشتراكية السوفياتية في (تقسيم للحزب الشيوعي في الاتحاد السوفياتي).
يتفين عضو مراسل في الأكاديمية الوطنية للعلوم في أوكرانيا، وتكريم العمال للعلوم والتكنولوجيا في أوكرانيا. ومع ذلك، في 2002 كان علنا وبشكل معقول المتهمين يغشون عالم الغربي عند كتابة مقاله لصحيفة Nedeli زيركالو.
هوايات يتفين وتشمل القراءة، كرة القدم، ورعاية الكلاب الدلماسية.

## حياته السياسية
في 1994، أصبح ليتفين المساعد لكوتشما المنتخب حديثا الرئيس ليونيد [7] وفي عام 1999، تم تعيينه رئيسا لإدارة الرئاسة. خلال الأشرطة الصوتية فضيحة راديو كاسيت حيث صدر يوم الذي كوتشما، ليتفين وغيره من كبار مسؤولي الإدارة المستوى تسمع زعم مناقشة الحاجة إلى الصمت جورجي غونغادزه على تقاريره الأخبارية على الإنترنت عن الفساد على مستوى عال. وعثر على جثة [8] غونغادزه مقطوعة الرأس في ضواحي كييف في نوفمبر 2000. [8]

### شهادة البرلمانية
في 2002، انتخب البرلمان الأوكراني ليتفين رئيسا لكتلة الحزب لأوكرانيا المتحدة («زا edynu Ukrainu»). وأصبح رئيس البرلمان الأوكراني (اللغة) في المجلس التشريعي كشخصية المساومة بين الكتل البرلمانية.
رفضت ليتفين للمشاركة في الانتخابات الرئاسية في 2004 على الرغم من نفوذه السياسي الكبير.
شقيق ليتفين، وميكولا ليتفين ورئيس حرس الحدود في أوكرانيا.
ومن المعروف عن ليتفين تعبيراته السياسية الساخرة. واحدة من الجمل له شهرة هو «أنا لا احتجاجا على تشكيل أغلبية مصطنعة في برلماننا، ولكن أريد هذه الأغلبية لتشمل كل عضو في البرلمان.»
في الانتخابات البرلمانية يوم 26 مارس، 2006 وفاز به ليتفين الشعبية لكتلة 2.44 ٪ من الأصوات الشعبية والمقاعد لا لأنها لا تلبي الحد الأدنى 3 في المئة. أعلن ليتفين للحلفاء (جنبا إلى جنب مع الأطراف الأخرى) نتائج التصويت مزورة، وتقديم دعوى المحكمة وبدء حملة عامة. ومع ذلك، ليتفين نفسه يتجنب الصحافة ويظهر خيبة أمل عميقة لأن النتائج المعلنة. انتخب نائبا لرئيس نان.
في الانتخابات البرلمانية المبكرة التي عقدت في 30 سبتمبر 2007، وتتألف كتلة ليتفين (التي أعيدت تسميتها من الكتلة الشعبية ليتفين) من حزب الشعب وحزب العمل. وضعت كتلة الخامسة [9] مع 20 من أصل 450 مقعدا.

### الانتخابات الرئاسية الأوكرانية 2010
يوم 6 ديسمبر، 2009 واتهم ميكولا Melnychenko، الحارس الشخصي السابق لكوتشما، ليتفين الأمر بقتل الصحفي جورجي غونغادزه في عام 2000. ورفض متحدث باسم ليتفين المطالبات كجزء من 2010 حملة الانتخابات الرئاسية الأوكرانية. [10] وخلال الانتخابات ليتفين تلقى 2,35 ٪ من الأصوات. [11]

## غونغادزه القتل
في 2000 صدر Melnychenko وسجلت سرا تسجيل زعم من محادثة بين كوتشما ويتفين الذي ناقش في التخلص من اثنين من غونغادزه. ويزعم ليتفين وقال كوتشما الذي ينبغي أن «عقاله [وزير الداخلية] كرافشينكو لاستخدام طرق بديلة» على غونغادزه. يتفين تنفي هذا الادعاء، زاعما ان الشريط هو تلفيق. خبراء مستقلون الذين حللوا وتنقسم إلى الأشرطة وصحتها. تم العثور على غونغادزه في قبر ضحل في عام 2000. وقد قطعت رؤوسهم. توفي كرافشينكو في ظروف غامضة في 2005. تم العثور على برصاصتين في رأسه. قررت التحقيق الرسمية انه انتحر. وخلص التحقيق الذي كان قد أمر بقتل وغونغادزه. وذكر ليتفين «التحقيق أكد براءتي في هذه الحالة، على الرغم من أن الجهود كانت، ويجري وسيجري اتخاذها لجعل لي من الناحية العملية واتهم الشخص الرئيسي [من قتل الصحافي]» [12]

## الأسرة
الأب—Klymovych ميخايلو (1930)
الأم—Andriivna Olha (1929)
الاخوة
يتفين ميكولا (1961)، العامة للجيش، قائد قوات الحدود
بترو ليتفين، وهو قائد القيادة الجنوبية للقوات العمليات البرية الأوكرانية